# STS-27
STS-27は、アメリカ航空宇宙局 (NASA) のスペースシャトル計画の27回目のミッションであり、アトランティスにとっては、3回目の飛行であった。1988年12月2日に打ち上げられた4日間のミッションで、1986年1月のチャレンジャー号爆発事故後、2度目のスペースシャトルの飛行となった。STS-27では、アメリカ国防総省の秘密のペイロードが運ばれた。

## 乗組員
- 船長 - ロバート・ギブソン（英語版） (3)
- 操縦手 - ガイ・ガードナー（英語版） (1)
- ミッションスペシャリスト1 - マイク・マレーン（英語版） (2)
- ミッションスペシャリスト2 - ジェリー・ロス (2)
- ミッションスペシャリスト3 - ウィリアム・シェパード (1)

## ミッションの概要

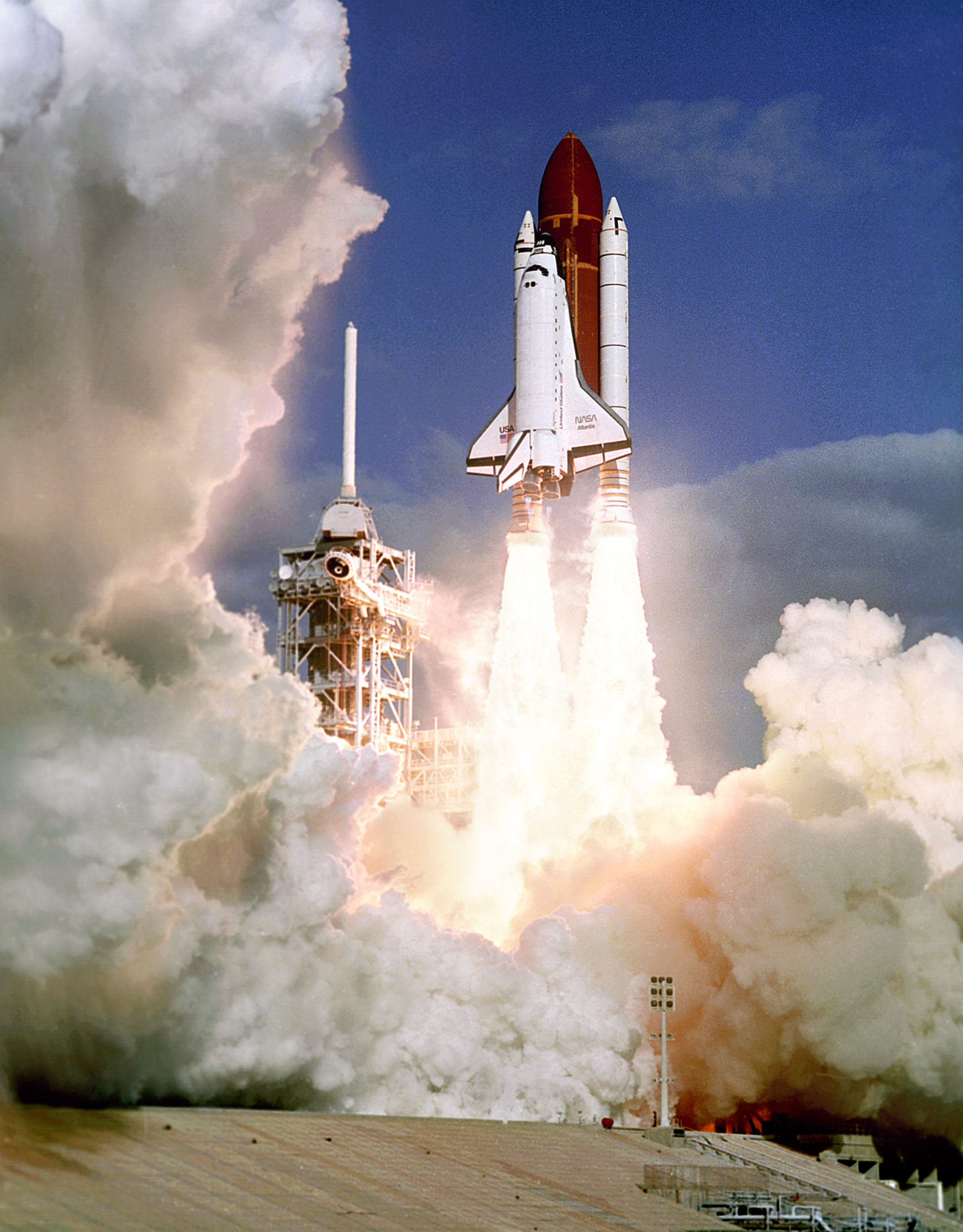
アトランティスの打上げ

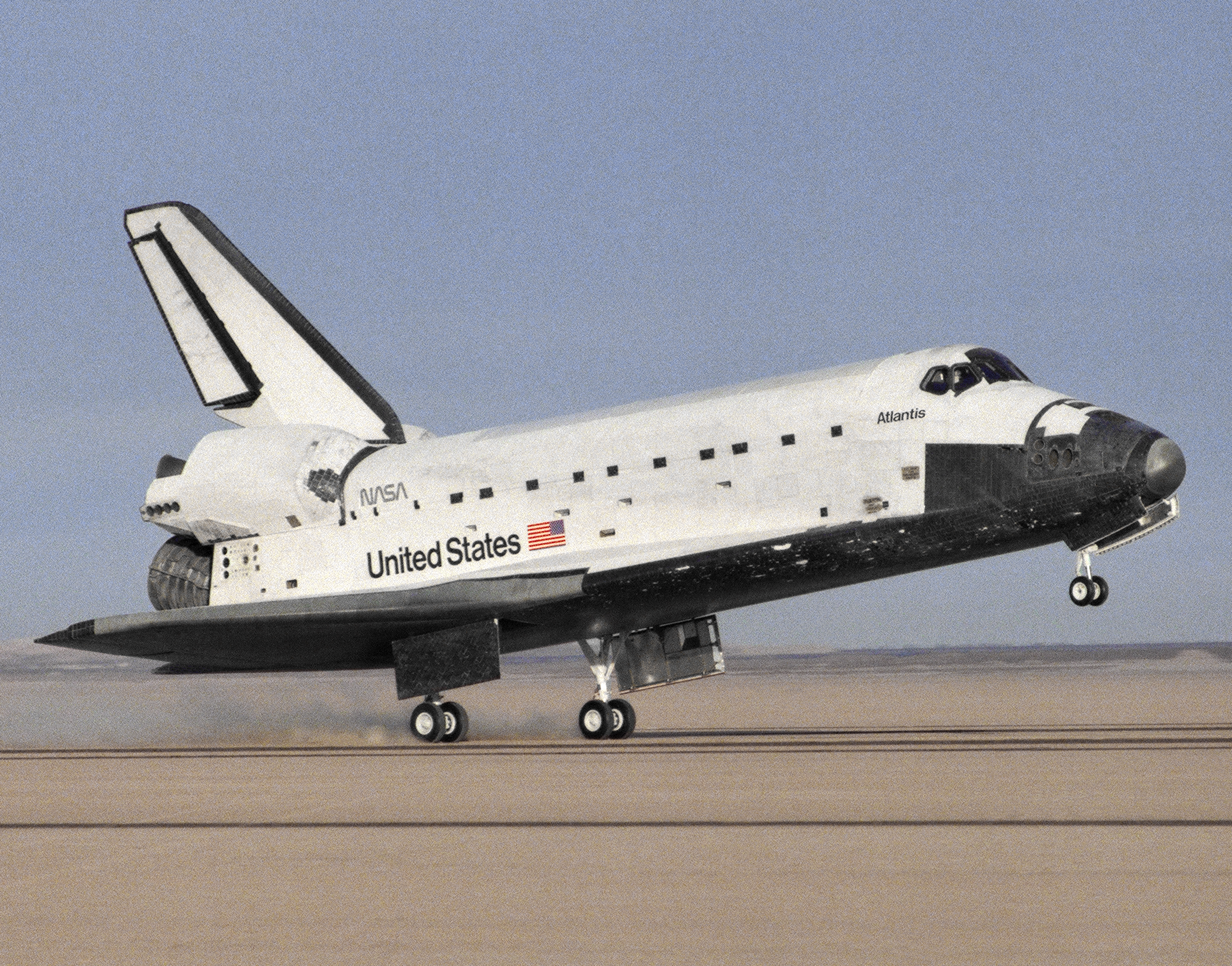
損傷を受けた熱防護タイルがはっきりと見える。

当時最も新しいオービタであったアトランティスの3度目の飛行で、アメリカ国防総省のために秘密ミッションとして行われた。USA-34という1つの人工衛星を展開した。近年、NASAの文書の開示によって、USA-34は、アメリカ国家偵察局と中央情報局のための速報監視用レーダー、全天候型偵察衛星ラクロスであったことが明らかとなっている。
このミッションは、元々1988年12月1日に打ち上げられる予定であったが、打上げ場に雲が多く強風だったため、1日延期された。打上げは、1988年12月2日9時30分(EST)にケネディ宇宙センター第39発射施設Bから行われ、1988年12月6日18時35分(EST)にエドワーズ空軍基地第17滑走路に着陸した。ミッションの合計時間は、4日間と9時間6分に及んだ。アトランティスは、12月13日にケネディ宇宙センターに戻り、良く14日にオービタ整備施設に移された。
このミッションでは、船外活動が行われたのではないかと推測されている。飛行から数年後に行われた乗組員のインタビューで、人工衛星を放出する際にトラブルがあり、人工衛星とランデブーしながら修理が行われたことが示唆された。これが真実であれば、恐らくロスとシェパードが行ったものと考えられたが、国防総省による秘密ミッションであったため、そのような船外活動が本当に行われたかどうかは、未だ明らかになっていない。

## タイルの損傷

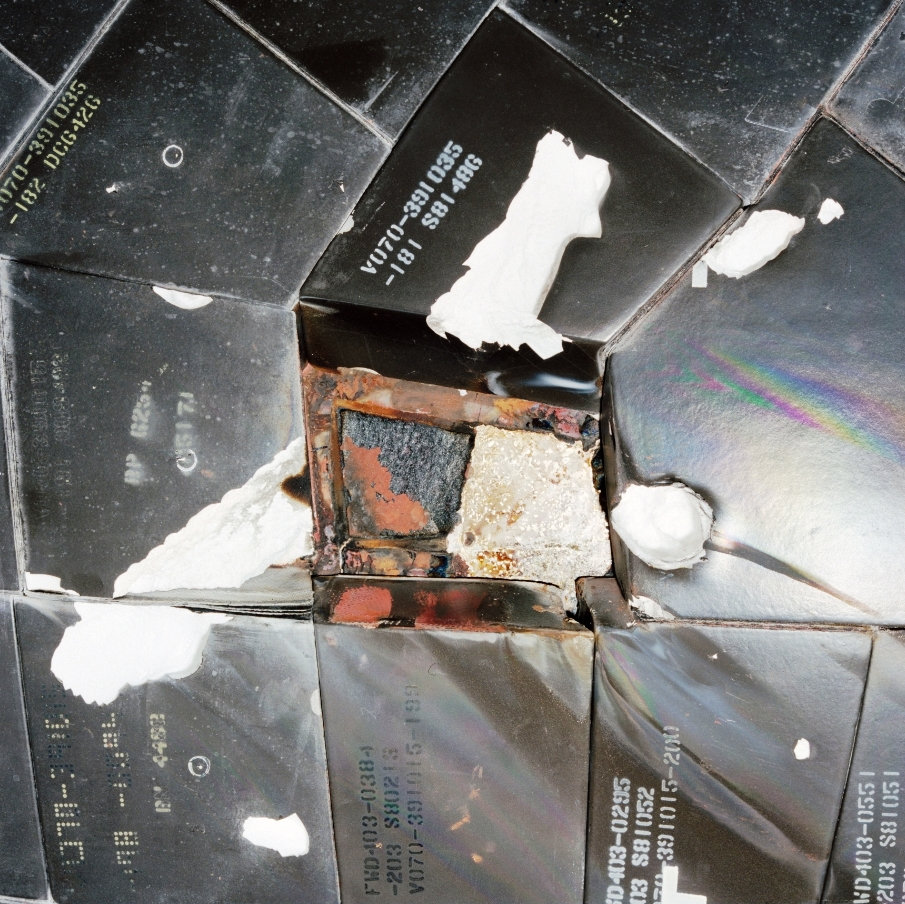
アトランティス底部で、部分的に溶解したアルミニウムの基盤

アトランティスの熱防護タイルは、この飛行で異常な損傷を受けた。打上げ時の記録映像からは、打上げ85秒後に、右側のスペースシャトル固体燃料補助ロケットの尖端から脱離した物体が、オービタに衝突したことが判明した。STS-27の乗組員も、上昇中に何度か、フロントガラスから白い物体が見えたと証言している。乗組員は、シャトル・リモート・マニピュレータ・システムを用いて、衝突のあった右舷を点検したが、カメラの解像度と可動範囲が限られていたため、タイルの損傷の程度を把握することは不可能だった。
この問題は、秘密のミッションであったため、乗組員が画像を地上に送ることが禁じられていたことから、さらに状況が悪化した。乗組員は、速度の遅い暗号情報しか送ることを余儀なくされ、NASAの技術者も低質の画像しか得ることができなかったため、損傷は実際は「ただの光と影」であると考えられてしまった。彼らは乗組員に対し、損傷は過去のミッションと比べて重大なものには見えないと伝えた。
ある報告では、ミッションコントロールが事態に無頓着に見えることが乗組員を「激怒」させていたとしている。船長のギブソンは、損傷を見たときに彼自身「我々は死のうとしている」と考え、シャトルが大気圏再突入を生き残れるとは信じられなかった。もし計器がシャトルの崩壊を示したら、死ぬ数秒前に「彼らの分析について自分が何を考えたかをミッションコントロールに伝える」ことを計画していた。着陸した機体を見たNASAはその損傷の大きさに驚いた。700以上のタイルが損傷しており、1つのタイルは完全に失われていた。このタイルがLバンドアンテナ用のスチール製取り付けプレートの上に設置されていたことで、コロンビア号空中分解事故のような大事故に至る焼損が防がれた可能性がある。オービターの左舷には損傷はほとんどなかった。スペースシャトル計画の歴史の中で、STS-27のアトランティスは、地球に無事帰還した中で最も損傷の大きなオービターだった。
調査委員会は、アトランティスの熱防護システムの損傷の詳細な調査から、事故の原因の調査を始め、関連する部分も徹底的な調査を行った。徹底的なデータの吟味により「フォルト・ツリー」を作成し、いくつかのシナリオを構築した。調査によって得られたこれらの情報は、委員会による発見や勧告の基礎となった。

## 起床コール
NASAは、ジェミニ計画の時から、宇宙飛行士のために音楽を用いることを始め、アポロ15号の時に初めて、起床用の音楽を使った。それぞれの曲は、しばしば宇宙飛行士の家族が特別に選んだものであり、個々の飛行士にとって特別な意味があるか、日々の活動に適したものである。
| 日    | 曲                                                            | 歌手/作曲家              |
| ----- | ------------------------------------------------------------- | ------------------------ |
| 2日目 | Army fight song                                               |                          |
| 3日目 | 『ローハイド』 parody                                         | ディミトリ・ティオムキン |
| 4日目 | 『ドゥ・ユー・ウォント・トゥ・ノウ・ア・シークレット』 parody | Mike Cahill              |

## ギャラリー

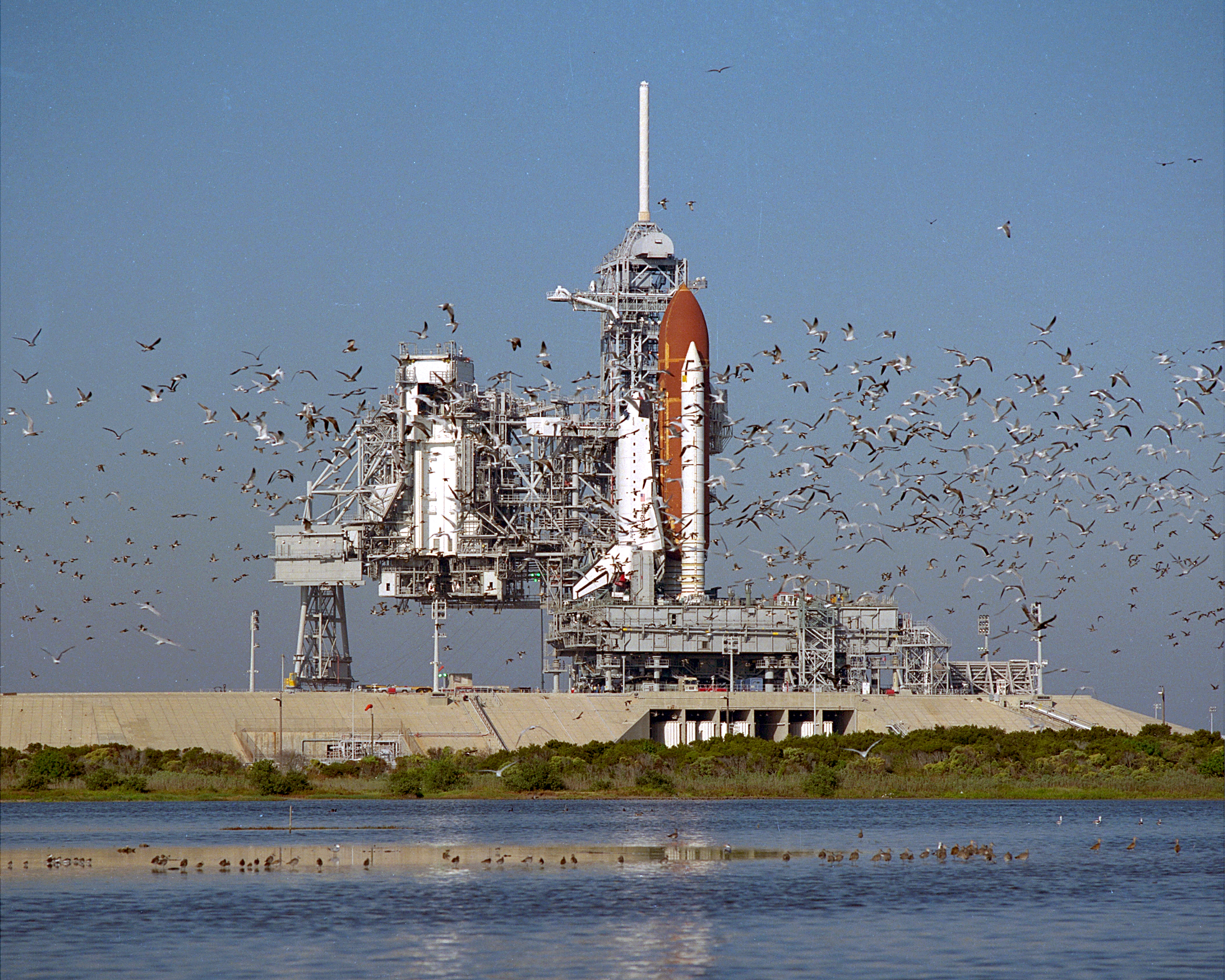
発射台上のアトランティス
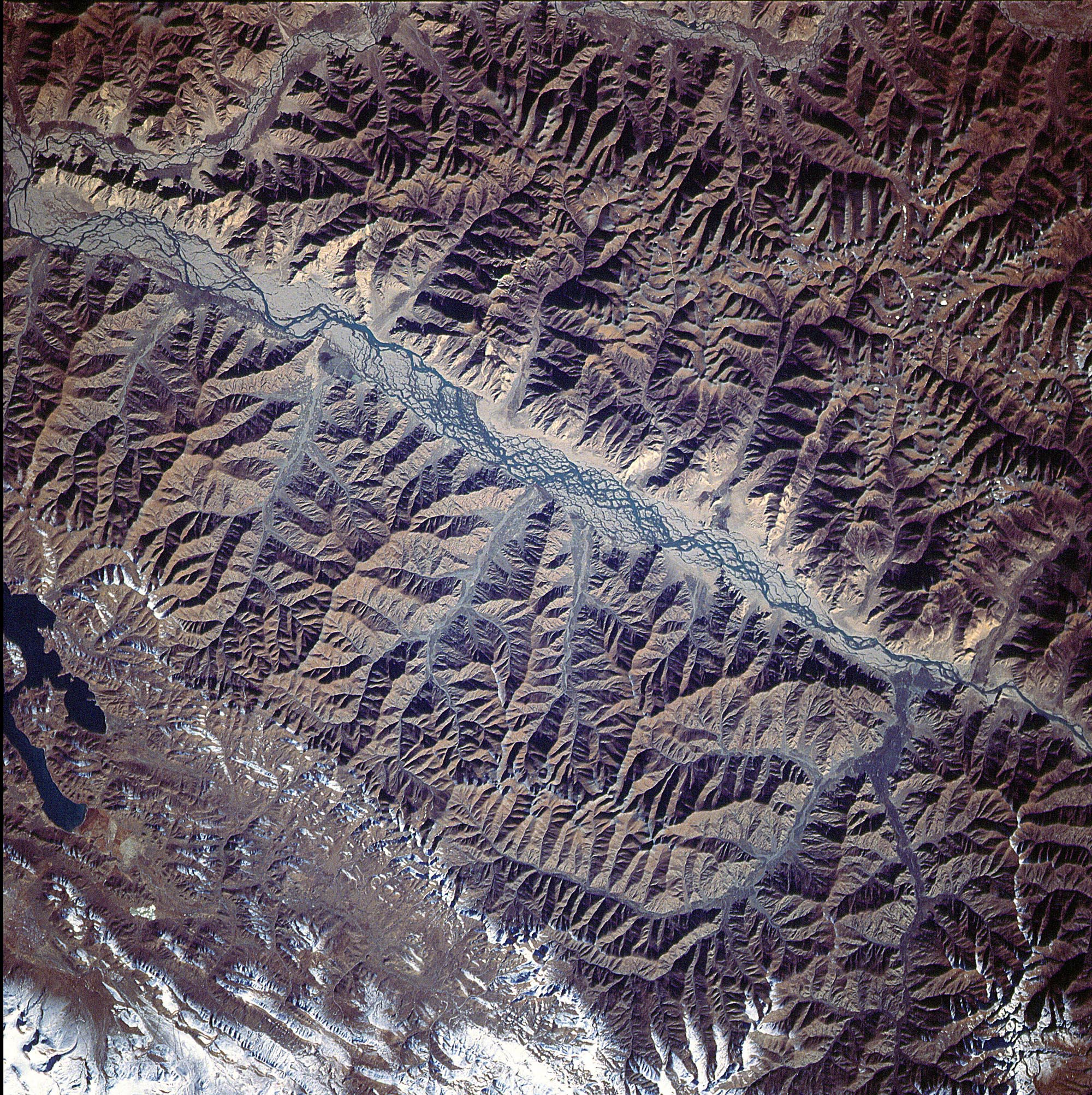
軌道上から撮影したブラマプトラ川
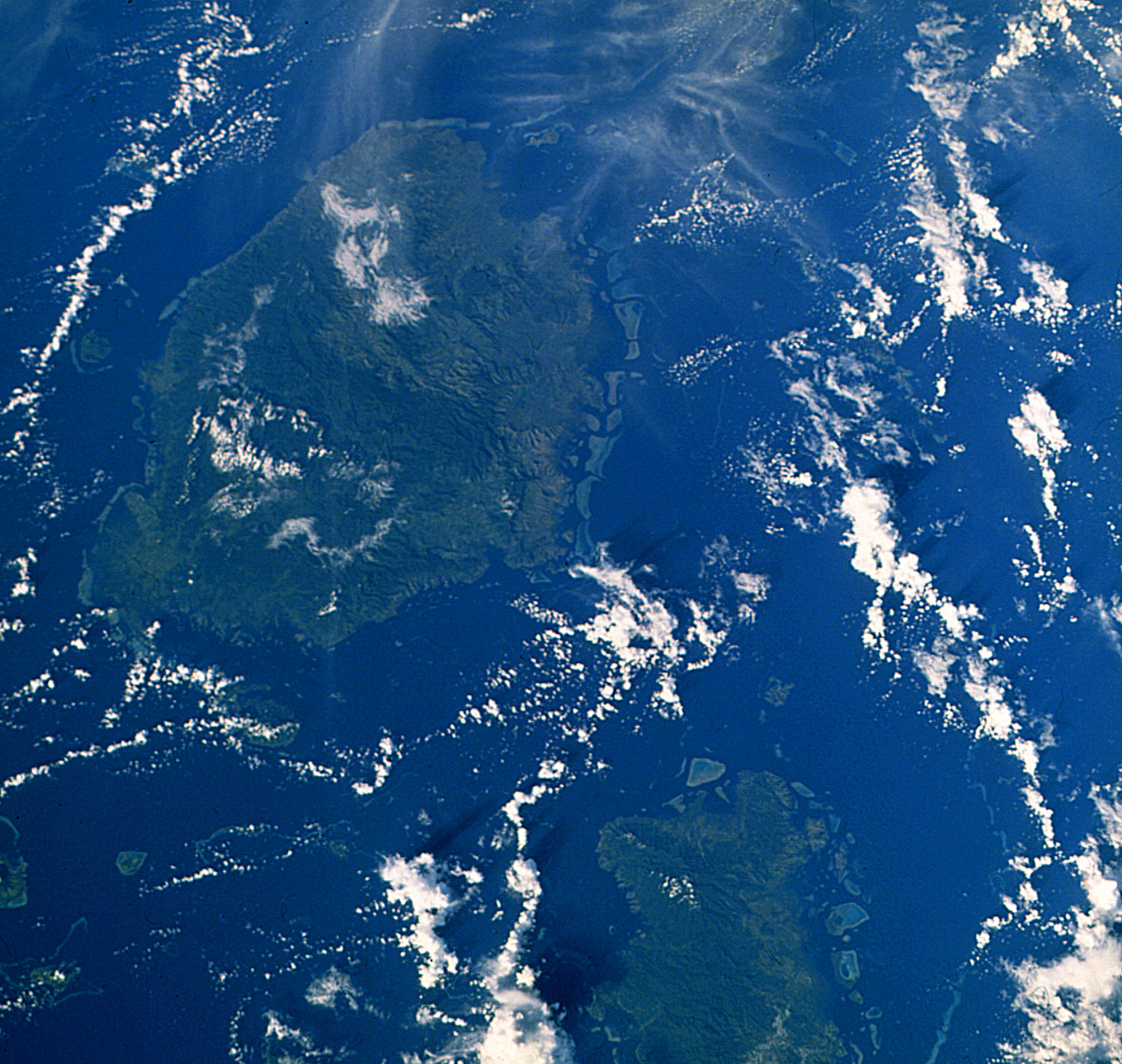
軌道上から撮影したフィジー